# Aprostocetus ovivorax
Aprostocetus ovivorax är en stekelart som först beskrevs av Filippo Silvestri 1920.  Aprostocetus ovivorax ingår i släktet Aprostocetus och familjen finglanssteklar. Arten är reproducerande i Sverige. Inga underarter finns listade i Catalogue of Life.